# Leo Butnaru
Leo Butnaru (n. 5 ianuarie 1949, satul Negureni, județul Orhei, Republica Moldova) este un poet, prozator, istoric literar/ exeget al avangardismului, eseist și traducător român. Butnaru este licențiat în jurnalism și filologie al Universității de Stat din Chișinău (1967–1972). În anul 2019, unele mijloace mass-media internaționale au anunțat că Leo Butnaru a fost înaintat candidat la Premiul Nobel Pentru Literatură.

## Biografie
Leo Butnaru s-a născut în 5 ianuarie 1949 în satul Negureni, fostul raion Răspopeni, din RSS Moldovenească (astăzi, Republica Moldova), fiind fiul lui Teodor și al Anastasiei Butnaru (n. Munteanu). 
În anii 1957-1967 urmează școala din Negureni, Chițcani, școala nr. ll din Chișinău, Ciocîlteni (Orhei). Școala medie o absolvește cu medalie-distincție. Fiind elev publică poezii în ziarul “Tinerimea Moldovei”. Tot în această perioadă este invitat să participe la un seminar organizat de redacția ziarului “Tinerimea Moldovei”.
Este licențiat în jurnalism și filologie al Universității din Moldova (1972). A activat în presa periodică, de la redactor la redactor-șef: „Tinerimea Moldovei”, „Literatura și arta”, „Moldova”. A debutat cu placheta de versuri Aripă în lumină (1976). În ianuarie 1977 devine membru al Uniunii Scriitorilor din URSS; în septembrie același an, este eliberat din redacția ziarului "Tinerimea Moldovei" pentru promovarea spre publicare a unui eseu despre M. Kogălniceanu și Gr. Alexandrescu care contravenea liniei ideologice oficiale. În perioada 1990-1993 a fost vice-președinte al Uniunii Scriitorilor din Moldova. Din 1993 este membru al Uniunii Scriitorilor din România. 1998-2005 - președinte al Filialei Chișinău a Uniunii Scriitorilor din România. Din 2005 - membru în Consiliul, iar din 2009 - și în Comitetul Director al USR. Din octombrie 2013 - președinte al Filialei Chișinău a USR, membru în Consiliul Uniunii Scriitorilor din România (mandat încheiat în 2023).

### Activitate literară
A publicat volume de poezie, proză, eseuri, interviuri și traduceri la edituri din Chișinău, Iași, București, Alba Iulia, Cluj, Timișoara, Nădlac, Madrid. Cărți de autor i-au fost traduse și editate în Franța, Germania, Italia, Rusia, Polonia, Serbia, Azerbaidjan, Bulgaria, Ucraina, Tatarstan. Leo Butnaru este preocupat de avangardismul european, în special cel rus și ucrainean; a tradus cărți de Velimir Hlebnikov, Aleksei Krucionîh, Vladimir Maiakovski, Marina Țvetaeva, Osip Mandelștam, Anna Ahmatova, Daniil Harms, Igor Bahterev, Leonid Dobîcin, Anatoli Mariengof, Nina Habias, Ian Satunovski, Ghennadi Ayghi, Veaceslav Kuprianov, Ivan Ahmetiev, Aleksandr Tkacenko, Evgheni Stepanov, Aleksandr Veprev (Rusia), Leons Briedis (Letonia), Mihail Semenko, Leonid Cernov (Ucraina), Federico Garcia Lorca (Spania), Ivan Goll, Rene Char (Franța), Anna Pizarnik (Argentina) ș.a. A elaborat antologia de poezie universală, precum și antologiile „Avangarda rusă” (2 volume), "Avangarda ucraineană", "Avangarda rusă. Dramaturgia", "Manifestele avangardei ruse".

### Afilieri
- în 1977 devine membru al Uniunii Scriitorilor din Uniunea Sovietică
- din 1993 - membru al Uniunii Scriitorilor din România
- membru-fondator al PEN Centrului din Moldova
- membru al World Academy of Arts and Culture
- membru al Academiei Avangardei Ruse
- vicepreședinte al Uniunii Scriitorilor din Moldova (1990–1993)
- președinte al Filialei Chișinău a Uniunii Scriitorilor din România (1997–2005)
- din 2005 - membru în Consiliul USR
- din 2009 - membru în Comitetul Director al USR, membru în Consiliul USR
- din 2013, președinte al Filialei Chișinău al Uniunii Scriitorilor din România

## Publicații

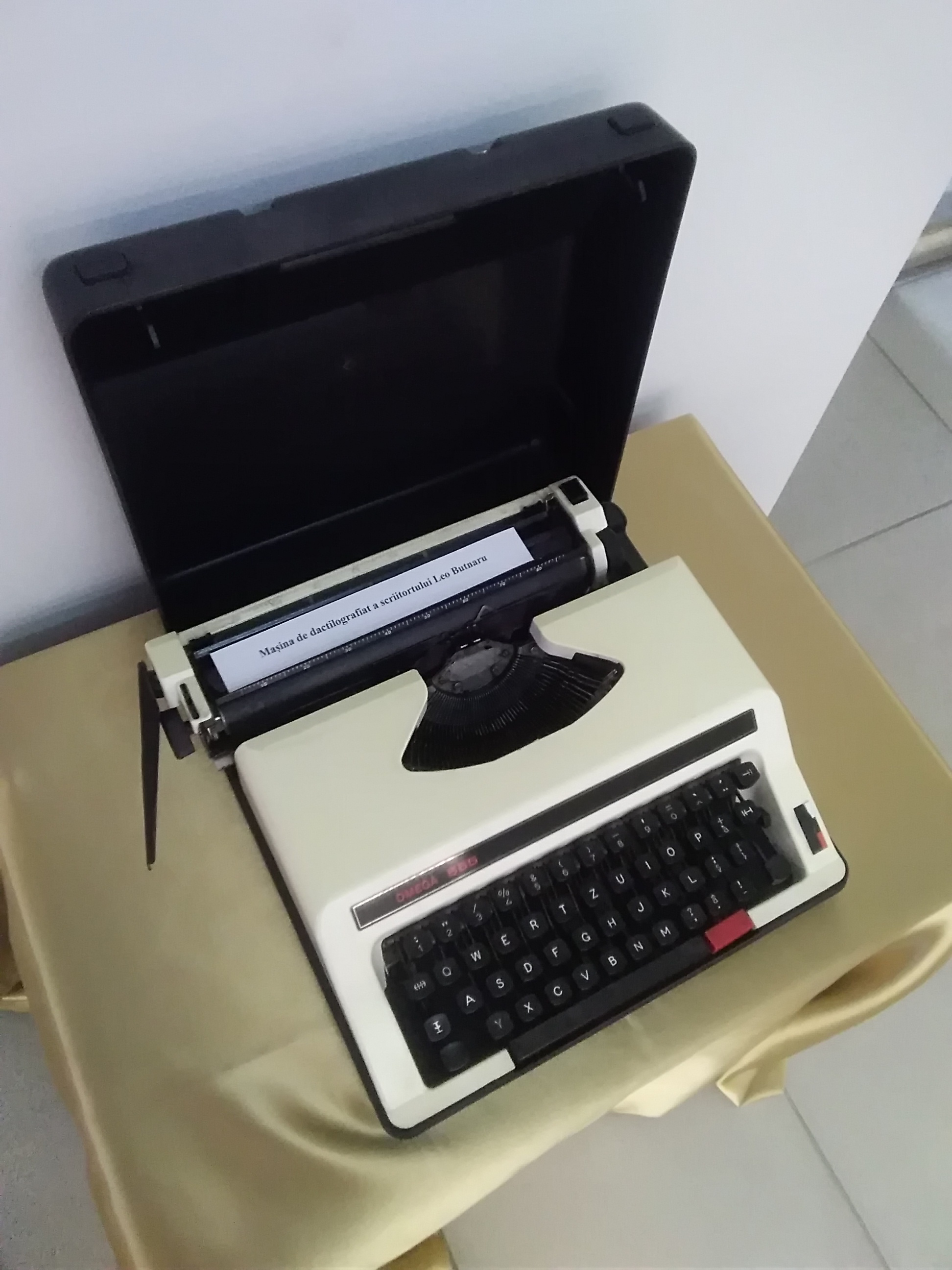
Mașina de scris a lui Leo Butnaru, expusă la Biblioteca Națională a Republicii Moldova

POEME (selectiv) - Aripă în lumină (Chișinău, 1976); Sâmbătă spre duminică (1983); Formula de politețe (1985); Duminici lucrătoare (1988); Șoimul de aur (1991); Puntea de acces (1993); Vieți neparalele (1997); Gladiatorul de destine (1998); Identificare de adresă (1999); Lamentația Semiramidei (2000); Strictul necesar (2002); Cetatea nu e gata de război (2003); Sfinxul itinerant (2004); Din sens opus (Ed. Cartea Moldovei, 2008); Ordine de zi, ordine de noapte (Ed. Valman, 2009); Jefuindu-l pe Picasso (Ed. Vinea, 2011); În ambuteiaj & Partițiuni Nabokov (Chișinău 2012); Cu genunchii pe zaruri (Ed. Tracus Arte, 2014); Instructajul santinelei de sine (Junimea, 2015); Protestatarul și orga (Iași, "Ed. 24: Ore", 2016); Surfing în Galileea (Alfa, 2017); Excesul de poezie nu dăunează sănătății dumneavostră (Charmides, 2019); Postimeriale sau poezia cicaticelor (Limes, 2021); La lumina punților ce ard (Charmides, 2023).
ANTOLOGII de poeme - Iluzia necesară (Ed. Eminescu, 1998); Altul, același (Ed. Litera Internațional, 2003); În caz de pericol (Ed. Junimea, 2004);  101 poeme (București, 2010); Poeme din secolele XX-XXI (Ed. Tipo Moldova, Iași, 2011); Proze din secolele XX-XXI (Iași, 2013); Eseuri din secolele XX-XXI (Iași, 2013); Interviuri din secolele XX-XXI (Iași, 2013);Traduceri din secolele XX - XXI (Iași, 2013); Cota de atenție (Poeme, Chișinău, 2016); O sută și una de poezii (ed. Academiei române, 2018). 
PROZĂ - De ce tocmai mîine-poimîine? (1990), Îngerul și croitoreasa (1998), Ultima călătorie a lui Ulysses (2006), Copil la ruși (2008), Ruleta românească (Ed. RAO - Prut Internațional, 2010); Îngerii și râsu-plânsu (București, 2011); Copil la ruși (ediție revăzută, completată; București, 2023).  
ESEURI - Umbra ca martor (1991), Lampa și oglinda (2001), Șlefuitorul de lentile (2005), A opta zi (2008), Românii, Enciclopedia sufletului rus & Gombrowicz (2008); Lista basarabeană. Copil la ruși (București 2013); Dincolo de suprafață, Știința, Ch. 2013; Prima carte a leologismelor (Iași, Junimea, 2019); A doua carte a leologismelor (Iași, Junimea, 2019); Vederea dinspre alții, vederea spre alții (Epigraf, 2020); A treia carte a leologismelor (Iași, Junimea, 2021); Pasiențele purtătorului de oglinzi (Iași, Junimea, 2022); Sirâs complice ideii /Yes-euri (Limes, 2022); Vămi și vremi (Epigraf, 2024); Sistemul de umbre / Proză-Yes-Euri (Limes, 2025).
JURNALE - Student pe timpul rinocerilor (2000), Perimetrul cuștii (2005), Liberi în orașul interzis/ Drumul cu hieroglife (jurnal chinez, 2007), Drumuri cu și fără hieroglife. Jurnale (Yes-eu) de călătorie, 1989-2011 (2012); Despre amânatul sfârșit al lumii (2019).
DIALOGURI (interviuri) - Răspuns și răspundere (1989), Spunerea de sine (1994), Prezența celuilalt (1997), Micșorarea distanței (2004), Răspund, deci exist (2008), Voci din Câmpiile Elizee (Iași, 2017: ed. 1), A fi sau a nu fi? - acesta e răspunsul (2018); Voci din Câmpiile Elizee (Iași, 2023: ed. completată), Căutând zarurile aruncate la Rubicon (Iași, Junimea, 2024). 
CĂRȚI PENTRU COPII - Papucei cu felinare (poeme, 1989), La desfrunzirea brăduților (proză, 1991), Arlechinul și delfinul (poeme, 2001), Ceasornicul din măr (proză, 2002), O umbrelă cu dantelă / A laced umbrella (ghicitori, ediție bilingvă româno-engleză, 2003),  Cu ce seamănă norii? (proză, 2003), Căruțul cu îngeri (poeme, 2004), Punguța cu patru bani (proză, 2006), Călător în Țara piticilor (Iași, 2017), Melcul și semaforul (Iași, 2019), Cu încetul alfabetul își dezvăluie secretul (Junimea, 2020), Ghicitori pentru icii cititori (Junimea, 2023), Simfonia asfaltului (Epigraf, 2024).
Versuri și proze în limbi străine: albaneză, armeană, azeră, engleză, belorusă, bulgară, franceză, georgiană, germană, italiană, letonă, lituaniană, macedoneană, poloneză, rusă, sârbă, slovacă, spaniolă, suedeză, tătară, turcă, ucraineană, ungară, uzbecă, vietnameză.
CĂRȚI ÎN ALTE LIMBI  -Песчинка – Жемчужина – Пустыня ("Fir de nisip – Perlă – Pustiu", poeme, l. rusă; Ed.„Vest-Konsalting”,Moscova, 2010); Noyau ("MIez", poeme, în limba franceză; Paris, ed. Poètes à vos plumes), 2013; Строго необходимое / Ин зарури шигърият ("Strictul necesar", poeme; volum bilingv rus-tătar), Kazan/ Tatarstan, 2014;  Otsutsvie negativa ("Absența negativului"; în limba rusă, Moscova), 2014; Да ограбиш Пикасо ("Jefuindu-l pe Picasso", poeme, în limba bulgară, trad. Ognian Stamboliev; Ruse/ Bulgaria, ed. Avangard print, 2014); Контрасты как необходимость (Contrastele ca necesitate; Moscova, 2014);  Одсуство негатива  (Absebșa negativului; în l. sârbă; trad. Мирјана Петровић Филиповић). – Сербия, 2017; Отрада и отрава (Стихи; на русском языке). – M., «ЛитГост», 2017; Радiус diï (Raza de acțiune, în l. ucraineană). - Kiev, 2018; „Çətir götürməyi unutmayın” (Nu uitați să vă luați umbrela, în l. azeră). - Baku, 2019;  Philosophie und Flachsblumen (Filosofie și flori de in); în l. germană; trad. Christian W. Schenk. – Boppard am Rhein: „Dionysos”, 2020; Niezbedny dystans  / Distanța necesară, în l. polonă; trad. Krzysztof D. Szatrawski: „ABADA”, 2020;   Cent et un poèmes, în l. franceză; trad. C. Frosin: Timpul : Iași / SAGA : Israel, 2021; Первый период, în l. rusă; Moscova, ЛитГост, 2021; Будда и полицейский, în l. rusă; Moscova, 2022. Tra sabato e domenica, în l. italină; ed. Minela, 2022; Od subote do nedelje (Sâmbătă spre duminică, în limb. sârbă), Ed. „ASoglas”, Belgrad, 2022; Donator tuturor / Donatore per tutti (edizione bilingua romeno-italiano); ed. Minela, 2023; Mirvari səhər // Dimineață-n mărgăritare : [poeme, ed. bilingvă azero-română], Baku, Ed. Mücrü, 2023; Метелик i Бог (Fluturele și Dumnezeu, în limb, ucraineană), Ed. Vinița, 2023.    

## Traduceri
A  „românizat” două volume Avangarda rusă (2006; I - poezie, II - proză, teatru);  Miniatura poetică rusă (vol. 1, vol.2, 2006); 100 de poeți ai avangardei ruse (2008), Avangarda rusă. Dramaturgie (antologie, 2011); Avangarda - jertfa Gulagului (antologie, 2011); Panorama poeziei avangardei ruse (vol.1, vol.2); Avangarda ucraineană (antologie, 2014); Panorama miniaturii poetice ruse (sec. XVIII-XXI, 2 vol. 2020), Internaționalizarea stepelor (autori semiți în poezia rusă, 2020), cărți de versuri, proză și eseuri de Velimir Hlebnikov - Ochii din orbita rănilor (poeme, eseuri, 2003), Ka (proză, teatru, eseuri, 2005),"Joc în iad și munca-n rai" (2008), Aleksei Krucionâh - Ironiada jertfei vesele (poeme, eseuri, 2006), Leonid Dobîcin - Întâlnirile cu Liz (proză, 2007), Vladimir Maiakovski - Eu și Napoleon (poeme, 2008),Vioara și ceva nervi (poeme, 2011), Marina Țvetaeva - Singură în noapte (poeme, 2011), Ruboko Sho  - Libelula ce-a-nvățat zeii iubirea (tanka erotice, 2008), Ghennadi Ayghi - Chipul-vânt (poeme, 2003), Alunecări de vise (poeme, 2004), Mai pur ca sensul (poeme, eseuri, 2005), Igor Bahterev -  Lu (poeme, 2006), Ian Satunovski - Lupii de-ne-vorbit (poeme, 2007), Viaceslav Kuprianov - Adevărul coliviilor (2009), Aleksandr Tkacenko - Vorbire directă (2009), Ivan Ahmetiev - Speriat de aplauze (2009); Poezia avangardei ucrainene (Antologie) - Revista "Vatra", nr. 3-4, 2010; Evgheni Stepanov Istoriograf mie însumi (poeme, 2010); Boris Levit-Broun Printre alinieri de rânduri strivite (poeme, 2011); Eduard Prosețki, Paranoia (roman, 2012); Nina Habias, Noi nu vom îmbătrâni împreună (poeme, 2012); Линда Бастиде, На протяжение времени (în l. rusă; ed. "La Pierre Milliaire", Paris, 2012); Marina Țvetaeva, Cortina sfâșiată (București, 2013); Osip Mandelștam, Timp ilegal (vol. 1, poeme); Soarele negru (vol.2, poeme, proză, eseu), București, 2014; Vera Pavlova, Linia de ruptură (poeme), București, 2014; Tatiana Veciorka (Tolstaia), Surdina imnului (poeme), Ed. Charmides, 2014; Velimir Hlebnikov, Legea scrânciobului (antologie de poeme), Iași, 2014; Anna Ahmatova, Mătănii (antologie de poeme), Bc., Tracus Arte, 2015; Daniil Harms, Plânge sacadat mașina de tocat (vol. 1); Un tigru în stradă (vol. 2) - antologie poezie, proză, teatru, Ed. Tracus Arte, 2016; Un șoim, o furtună, un cântec imens (Poezia lumii tradusă în Basarbia timp de un secol: 1900 - 2000. Antologie), Iași, 2016; Panorama poeziei avangardei ucrainene, Ed. Tracus Arte, 2017;  Anatoli Mariengof, Sfera de sticlă, Ed. Alfa, 2019; Aleksei Krucionîh, Escavatorul gloatelor, Ed. Tracus Arte, 2020; Clavecine și vecinătăți (din poezia lumii), Ed. Panfilius (Iași), 2021; Federico García Lorca, Luna neagră, Ed. Alfa, 2021; Yvan Goll, Cercurile magice, Ed. Alfa, 2022; Mihail Semenko, Raidul meu în eternitate, Ed. Tracus Arte, 2022;Lenid Cernov, Sindicatul demenților, Ed. Neuma, 2022); Leo Butnaru, Doamnele avangardei ruse, Ed. Alfa, 2023; Leo Butnaru, „De la un vers - prin Univers” (Antologia poeziei franceze. Simbolismul, suprarealismul, modernismul), Ed. Tipo Moldova, 2025.

## Prezent în antologii
- "Vesneani kodri" (Codrii primăvăratici -  Poeți din Moldova, în limba ucraineană, Kiev, 1973);
- "Tineri poeți din Moldova" (în limba gruzină, Tbilisi, 1982);
- "Pagini din creația poeților din Moldova" (în limba gruzină, Tbilisi, 1984);
- "Zlatna lajița" / "Lingurița de aur"  - Antologia poeziei din Moldova de Dumitru M. Ion (în limba macedoneană, Skopje, 1993);
- "O mie și una de poezii românești" de Laurențiu Ulici (București, 1997);
- "Vid Tystnadens Bord" / "Masa tăcerii" (O panoramă a poeziei românești de Ion Miloș, în limba suedeză, Stockholm, 1998);
- "Echos poetique de Bessarabie (Moldavie)" (în limba franceză, Chișinău, 1998);
- "Singular Destines" (Contemporary Poets of Bessarabia - de Adam J. Sorkin și Sean Cotter, "Cartier", 2003);
- Antologia "Literatura din Basarabia. Secolul XX"  (în volumele: poezie, poezie pentru copii, eseuri, O istorie critică a literaturii din Basarabia, traduceri, 2004);
- "Antaloghia maldaŭskaï paăzii" (Antologia poeziei din Moldova, în limba belorusă, 2005);
- Antologia bilingvă ruso-română "Вечерня = Cina 12+1" (Moscova, 2010);
- "Antologia sonetului românesc" de Radu Cârneci (București, 2009).
- Antologii aparute în Albania, Letonia etc.
- Antologator: Colecția "Poezii de duminică" a Editurii Uniunii Scriitorilor (1991-1992);
- "Metafore românești din Basarabia" (Iași, 2000), "Traduceri din poezia universală" (Lit. din Basarabia, sec. XX, Chișinău, 2005);
- "Cele mai frumoase poeme din 2011" (Tracus Arte, 2012);
- Testament – Anthology of Modern Romanian Verse / Testament - Antologie de Poezie Română Modernă – Bilingual Edition English & Romanian – Daniel Ionita (editor and translator) with Eva Foster, Daniel Reynaud and Rochelle Bews – Minerva Publishing 2012 and 2015 (second edition) - ISBN 978-973-21-1006-5
- Testament - Anthology of Romanian Verse - American Edition - monolingual English language edition - Daniel Ionita (editor and principal translator) with Eva Foster, Daniel Reynaud and Rochelle Bews - Australian-Romanian Academy for Culture - 2017 - ISBN 978-0-9953502-0-5
- "Cele mai frumoase poezii ale anului 2014" (Ed. Adenium, Iași, 2014).
- Pieta - Eine Auswahl rumänischer Lyrik, (Antologie în limba germană de Christian W. Schenk), Ed. Dionysos, Boppard, 2018, ISBN 9781977075666;
- ROSARIEN: Rumänische Gegenwartslyrik 2020, 444 Seiten, Dionysos Boppard 2020, trad. Christian W. Schenk, ISBN 979-8649287029;

## Leo Butnaru în bibliotecile lumii
- Biblioteca Națională a României
- Biblioteca Națională a Republicii Moldova[nefuncțională]
- Biblus Arhivat în 1 august 2015, la Wayback Machine.
- The National Library of Israel
- Biblioteca Congresului SUA
- Biblioteca Națională a Franței
- Biblioteca de Stat a Rusiei
- Biblioteca Academiei Române:  http://aleph500.biblacad.ro:8991/F/5D4QPMGJG2BAK33IKVKGARKA3BQXCU8TY6RPAU2JBXI8RSFC9B-08222?func=find-b&request=Leo+Butnaru&find_code=WRD&local_base=RAL01&x=0&y=0&filter_code_1=WLN&filter_request_1=&filter_code_2=WYR&filter_request_2=&filter_code_3=WYR&filter_request_3=&filter_code_4=WFM&filter_request_4=&filter_code_5=WSL&filter_request_5=
- Biblioteca Națională a Israelului:https://merhav.nli.org.il/primo-explore/search?query=any,contains,Butnaru,%20Leo&tab=unified_tab&search_scope=uni&sortby=lso01&vid=NLI&lang=iw_IL&offset=0&cachekey=commonformats&cachekey=ag-commonFomatsItemsQuery&mfacet=rtype,include,Book,1

## Distincții și premii
Distins cu mai multe Premii ale Uniunii Scriitorilor din Moldova;
Premiul Uniunii Scriitorilor din România - pentru Poezie ("Gladiatorul de destine", 1998); 
Premiul Național al Republicii Moldova (2002), Premiul Filialei Chișinău a USR (2006);
Premiul Comitetului Director și al Consiliului Uniunii Scriitorilor din România (2008);
Premiul Asociației Publicațiilor Literare și Editurilor din România Scriitorul anului 2009;
Premiul "Constantin Stere" al Ministerului Culturii al Modovei (2013);
Premiul Uniunii Scriitorilor din România pentru Traducere ("Panorama poeziei avangardei ruse", 2015);
Marele Premiu și Cununa de Lauri la Turnirul de Poezie de la Neptun-Mangalia, organizat de Uniunea Scriitorilor din România (iulie 2016). 
Distincții de Stat ale Republicii Moldova și României. 
Vezi:
Leo Butnaru. Biobibliografie. Partea I ("Prag", 1998);
Leo Butnaru. Biobibliografie. Partea a II ("Museum",2005); 
Leo Butnaru. Biobibliografie. Partea a III-a ("Tipo Moldova", 2016).

Poezie fără complexe
Dintre poeții de limbă română, cei aflați în stânga Prutului reprezintă o categorie specială, mai puțin „șocantă”. Prima observație ce se impune este aceea că – din considerente de ordin social, cunoscute nouă, confraților din București, Iași sau Timișoara, – ei au abordat cam aceleași teme, însă nu totdeauna cu dezinvoltură tehnică. Dincolo de acuzele ce li se aduc (anacronism, lipsă de diversitate stilistică, timiditate față de experimentele europene), există și excepții. Care să fi fost justificarea Editurii Princeps în opțiunea de a-l publica pe Leo Butnaru? – se vor întreba unii. Fără-ndoială, argumentul constă în faptul că Leo Butnaru e autorul unei poezii fără complexe. Deși rareori „înhămat” la teluric, pegasul poetului nu duce lipsă de povară. Să se fi avut în vedere o lecție oferită de nu știu care neoromantic, sau chiar de Chagall? Oricum, prezenta apariție aduce (și readuce) fragmente din confesiunea unui autor înclinat spre filozofare, cu mijloacele caracteristice lirismului, uneori augmentate și susținute cu note proprii; un singur exemplu: ironia și autoironia, chiar dirijate până la sarcasm, continuă să păstreze un anumit rafinament (și nu doar la nivelul obișnuit, al limbajului care „evită” să producă disfuncții în plan ideatic)... Ce ar trebui să se mai știe? Leo Butnaru mizează nu numai pe talent, ci și pe intensa cultivare a talentului. Și e foarte posibil ca sunetele originale pe care le-am sesizat (chiar dacă unii comentatori ar fi predispuși să le includă cu maliție în „lirosofie”, în „polirică” etc.)  să anunțe o spectaculoasă evoluție. - Ioanid Romanescu, prefață la volumul Iluzia necesară, 1993

Un poet adevărat
Leo Butnaru este un diavol cu barbă care scapără din copite de sidef la mijloc de rău și de bine, adică într-o lume din scoarță de măr domnesc plutind pe creasta valurilor ce le înalță Prutul. Se vrea gladiator de destine, dar nu știe să și-l păzească pe al său, ceea ce înseamnă că este un poet adevărat. Leo, ridică vâslele și lasă vântul să te poarte spre limanul Nistrului românesc, spre Delta uimirilor ce le adună Europa lângă Ceatalul Ismail, spre misterele Carpaților. - Fănuș Neagu,
prezentare la volumul Gladiatorul de destine (Cartea Românească,  1998)

Duritatea diamantului
...ținută în frâu și totodată liberă în mișcările-i cotidiene, ironică și autoironică, lucidă și spontană, elaborată și instantanee, poezia lui Leo Butnaru are duritatea diamantului cu care se taie sticla, fără a avea însă strălucirea diamantului-bijuterie. Nici nu cred că-i trebuie! Leo Butnaru taie sticlă, în forme geometrice fixe sau fanteziste, pentru a pune ochiuri unei literaturi până nu demult claustrate. Prin transparența poeziei sale poți comunica, de la om la om, de la mal (de Prut) la mal. În epoca podurilor de flori, Leo Butnaru a durat mai multe poduri de cărți, unele – și mă gândesc la cele două volume de dialoguri cu personalități ale literaturii române, Spunerea de sine (1994) și  Prezența celuilalt (1997) – pentru mulți ani înainte. Cât despre poezie, ea pare a urma o înțelepciune antică și anume: trăiește clipa! Căci majoritatea textelor Gladiatorul-ui sunt astfel de „oprește-te, clipă”, fără a urma numaidecât „sunt fericit”. Aș zice chiar invers – poetul „oprește clipa” exact atunci când cel mai puțin ne-ar plăcea să fim surprinși (vezi, de ex. „Sfârșit de secol la Chișinău”, „Spune și tu”, „Ofițerul stării civile” ș.a.), cititorul leneș, deprins cu o lirică narcotizant-confortabilă, fiind zgâlțâit să se trezească. Nu va regreta, volumul conținând și „bibelouri” de o mare finețe, pe care ai vrea să le pui la vedere, alături de altele de porțelan. Citez integral doar un poem, celelalte găsindu-le domniile voastre:

Arhitectură salină
Delicat /
cu degetele-i fine /
Cenușăreasa luă /
puțină sare. /
În solniță rămăseseră /
câteva dune albe /
mărunte mărunte...
...Leo Butnaru nu este doar un caligraf al „clipei” (volumul anterior de poeme, Vieți neparalele, conține în special texte complexe, „în straturi”), dar anume agerime reacției momentane mi se pare calitatea sa esențială. Leo Butnaru are câte un blitz în fiecare ochi: cum clipește, te și înregistrează! - Em. Galaicu-Păun, Flux, 11.12. 1998

Pe cont propriu...
Leo Butnaru se numără printre autorii ce au izbândit atât în țara de peste Prut cât și în patria mamă, fiind printre cei acceptați, cultivați și răsplătiți pentru activitatea lor dinamică, insistentă și înglobată atitudinii optzeciste (...) Un european în toată puterea cuvântului, luând cu asalt meridiane tot mai neașteptate, un artist căutând continuu să lupte cu sine, cu alții, cu relele de tot felul, așa cum mărturisea într-un recent interviu publicat în revista Luceafărul. Gladiatorul de destine mi se pare o carte construită atent, încadrată între o prefață (Cu mâna pe umărul colegului) și o postfață ce fac din nou trimitere la leit-motivul liricii sale, iluzia necesară... Este sintagma definitorie a maturității sale artistice. - Liviu Grăsoiu, Luceafărul, nr.23,1999

Ironie și patetism
Leo Butnaru ilustrează în mod izbitor voința de emancipare a poeziei basarabene de sub tutela clișeelor tradiționaliste.Acestea au avut, din pricini contextuale vădite, o viață mai lungă în Moldova dintre Prut și Nistru,ajungând nu doar la o tendință trufaș-emblematică, ci și la cea a unui monopol literar. Nevoia de ajustare a creației lirice la cursul său modern se făcea simțită. Născut în 1949, Leo Butnaru face figura unui „cap de serie” a procesului în chestiune, pe care și l-a asumat, explicabil, generația tânără. Cultivat, mobil, dezinvolt, poetul pune accentul pe latura intelectuală a creației, degajând posibilitățile sale mediate, combinatoaria sa evaluată „la rece”, însă nu în direcția unui livresc uscat, ci în sensul fanteziei și al ironiei. Cele două aspecte se coroborează reciproc.  Dacă fantezia e o evadare din real, mai curând spontană, umorală, ironia e o irealizare „tendențioasă”, elaborată cu bună știință, dispunând de ținte de atac precizabile. Ambele procedee își propun a combate locul comun, a aerisi limbajul, a reforma viziunea poetică. Sunt mijloace de „ardere a etapelor”, autorul se simte liber a inova într-un domeniu în care trecutul produce totdeauna „obstacole” de o gravitate sterilă, oneroasă, prin simpla lor adiționare în timp. În Basarabia, ele au fost favorizate de un climat specific, de izolaționism și suspiciune. Un prim obiectiv al lui Leo Butnaru îl reprezintă existențialul. Acel „nivel zero” de la care pornește creația literară, ce reprezintă demarcația sa de propriile-i teme. Cu aerul unei divagații, al unei vioaie alambicări de reprezentări și considerații, poetul sugerează complexitatea unei vieți în care contradicțiile, defel puține și lipsite de însemnătate, pot fi asumate nu doar pe partea lor dramatică, ci și pe cea relativizantă, jovială... Dar interesul major al poetului îl constituie viața societății în care se află implantat. Aceasta e prizată în fondul său, căruia imaginația îi acutizează liniile, dezvăluindu-i absurdul intrinsec. Faptul că poetul nu cultivă protestul vehement, revolta pe față, ci una discretă, umorescă, sporește neîndoios efectul rechizitoriului... Ca pentru a-și onora ironia de care uzează, poetul nu pregetă a și-o întoarce împotriva propriei persoane. Autoironia e o modalitate de a se situa pe treapta situației obștești, pentru a se putea pronunța în numele ei, însă și o asumare a unei antimistici a eului, a unei impersonalizări care justifică interior ascuțișurile satirei. E o „democratizare” a eului, menit a-i gira libertatea manifestrărilor publice. - Gheorghe Grigurcu, Poezia română contemporană, vol. I, (Ed. Convorbiri literare, 2000)

Leo Butnaru este unul dintre poeții români importanți de astăzi. - Nicolae Prelipceanu, România Liberă, 22 octombrie 2001

Cu mâna pe umărul colegului
Leo Butnaru este un luptător. L-am cunoscut rostindu-se ca un fin intelectual, l-am văzut dansând, dezlănțuindu-se frenetic, trăind bucuria dansului. Un anume savoir-vivre îi luminează chipul și versul. Patima cu care descifrează taina poeziei este egală cu aceea a descoperirii misterului feminin. Constituția sa fizică și spirituală exprimă tandrețe și forță. Intransigent cu sine, intransigent cu ceilalți, iubitor de sine, dar iubitor de prietenie. Trăiește totul cu intensitate, încât ai crede că până și supărarea îi face plăcere. Toate aceste însușiri și defecte fac din Leo Butnaru un poet veritabil, ce îmbină, în proporții care dau verbului prospețime, ironia cu liricul, lucidul cu dramaticul. „Gladiatorul” de Leo își deschide sufletul, în speță cartea, Cu mâna pe umărul colegului, întovărășindu-se către mereu un alt liman, acel al Iluziei necesare. Prețuiesc mult rafinamentul acestui artist care pipăie, în transă, farmecul indicibil al Poeziei. - Adi Cusin, postfață la volumul Cetatea nu e gata de război, Ed. Fundației Culturale Poezia, Iași, 2003.

Un frate mai tânăr
Am fost surprins la lectura antologiei sale (În caz de pericol) și de magnificul poem Hypatia, un personaj care mă obsedează de multă vreme, pe care l-am pomenit în Timpul asasinilor și căruia m-am gândit să-i dedic un roman sau o piesă de teatru. Leo Butnaru i-a dedicat un poem pe care l-ar semna, cred, fericit, oricare poet român important, de la Gellu Naum la Lucian Vasiliu... Și de la Hypatia înainte, câte alte poeme excelente cuprinde această carte!... Un frate mai tânăr, Leo Butnaru, și alții ca el, puri și devotați, se scufundă „într-o mare de visări dulci și senine”, pentru ca poezia românească să continue fără de moarte... - Cezar Ivănescu, prefață la antologia În caz de pericol, Ed. Junimea, 2004.

VI-e Моcковское Биеналле поэтов, ноябрь 2009 г.
В Stella Art Foundation прошла встреча с поэтами из Молдавии, в частности, со знаменитым Лео Бутнару, который посетил Москву впервые после 2003 года. Бутнару – поистине легендарная личность. Он перевёл на румынский язык Владимира Маяковского, Велимира Хлебникова, из современников – Геннадия Айги, Вячеслава Куприянова, Ивана Ахметьева и многих-многих других. Сделал этот человек для России больше, чем все наши литчиновники вместе взятые. Бутнару представлял и, слава богу, представляет поэтическую Россию за рубежом, прославляя её и показывая, что наша страна – великая держава. Великая держава поэзии.
Федор Малцев, Литературная газета, Нр. 49, 2009

Будьте готовы к неожиданным  поворотам
Лео Бутнару! Он во всем литературном всеоружии вошел в новый век и намерен в нём уверенно развернуться. Его имя уже достойно звучит  по крайней мере в трёх столицах – Кишинёве, Бухаресте, Москве. Поэт, переводчик, литературовед, публицист.  
Но  он прежде всего поэт, отсюда начинается и продолжается его экспансия, этим определяются все его достижения в области культурных взаимосвязей. 
Талантлив, умён, ненасытен. Его  поэтика весьма современна, она  вся в актуальном формате –  казалось бы должна быть похожей на искания ровесников и собратьев. Ан нет! Лео Бутнару – резко индивидуален. В его стихах органично и счастливо соединяются казалось бы несоединимые качества – метафорическое мышление, эмоционально-образное восприятие мира с хлёсткой иронией, порой даже сарказмом. То взлёт вдохновения, то укол остроумия.
Лео Бутнару и классик, и авангардист. А проще говоря – кругом талантлив. Он любит не только себя в литературе, но  и саму литературу  – самоотверженно и безраздельно.
Читая его стихи, будьте готовы к неожиданным  поворотам, нечаянным находкам, занимательной игре и весьма серьёзным вопросам. 
У него чуткий интеллект и ранимая  совесть. 
Кирилл  Ковальджи,
Москва, I. 2012

Parlons feu!
Leo Butnaru is the author of numerous poems and stories. His most famous books of prose are “The angel and the seamstress” (1997), “The lamp and the mirror” (2001) and “The last trip of the Ulysses” (2008). Prolific picture catcher, with a sincere passion for oldschool radicalism of the modernist and futurist kind.  The borders of any secure and stable structure should be tested. This is a prime and sacred task of every modern poet who has not become cynical or spoilt by massmedia or the wealth of our western consumersociety. Leo Butnaru has persistently sought for the best of methods, by means of literature and with nothing but the help of his hands and his brain – as well as with the help of his experienced and sharpened eye, to ignite the forces of disruption that slumber underneath the surface of each page of poetry or prose. Nota bene: it has to be a paper print, electronic publications do not have this ability to cause chemical reactions of such kind. Leo is as much a craftsman, a wordsmith, as he is a literary sergeant who is capable of any tactical manoeuvre. He masters the skill of his weaponry, like a real soldier does. But what he is out for, is not brute force or violence, or victory over the enemy. Leo seeks, on the contrary, no more and less than a tiny  but real spark of magic. An inner flame to be ignited. The scope of his weaponry is far from what we call high tech. His means are simple, but effective. In order to have a fire, one has to create heat. Friction. How? By rubbing images and metaphores repeatedly and with force against one another. By turning around and around seperate sentences,  until the words get overheated and mixed with one another. Until the dry and outside skin of every word and syllable that stands in line, has been rubbed dry and hot against the other. He or she who is a witness to the readings of Leo, can almost feel and see how smoke is rising from the pages he is reading so intensely.  Leo’s first and final credo, in the face of his literary duty: “Parlons feu!” Let’s talk fire. And, by saying so, to have it! Fire. See? That’s magic.See his blog: http://leo-butnaru.blogspot.com. With a special section dedicated to the Literary Ark festival in Armenia.
Serge Van Duijnhoven, Holand (2011)
http://literaryark.wordpress.com/writers/